# ألان فرازير (سياسي)
ألان فرازير هو سياسي كندي، ولد في 1903، وتوفي في 16 نوفمبر 1969. حزبياً، نشط في الحزب الليبرالي الكندي. وقد انتخب عضو مجلس العموم الكندي.